# سلمان اختر
سلمان اختر (متولد ۳۱ ژوئیه ۱۹۴۶) روانکاو هندی-آمریکایی است که در ایالات متحده مشغول به کار است. او نویسنده و استاد روان‌پزشکی و رفتار انسان در دانشگاه توماس جفرسون در فیلادلفیا است.

## زندگی
سلمان اختر در خیرآباد، اوتار پرادش، از جان نثار اختر، ترانه‌سرای فیلم‌های بالیوود و شاعر اردو، و صفیه اختر، معلم و نویسنده، متولد شد. پدربزرگ او، مضطر خیرآبادی، شاعر بود در حالی که جد بزرگش، فضل الحق خیرآبادی، محقق مطالعات اسلامی و الهیات بود و نقش مهمی در شورش هند در سال ۱۸۵۷ ایفا کرد. او برادر جاوید اختر، شاعر و ترانه‌سرای پیشکسوت سینما و برادر همسر بازیگر و فعال اجتماعی، شبانا عظمی، است. پسرش کبیر اختر، کارگردان تلویزیونی آمریکایی و ویراستار نامزد جایزه امی است. دخترش، نشاط اختر، هنرمند و طراح گرافیک است.

## تحصیلات و فعالیت حرفه‌ای
سلمان اختر پس از دریافت مدرک MBBS خود از دانشکده پزشکی دانشگاه اسلامی علیگر (JNMC) در هند، دورهٔ کارآموزی خود را در کالج پزشکی آزاد مولانا در دانشگاه دهلی در هند گذراند. او پس از فارغ‌التحصیلی، تحصیلات پزشکی خود را در روان‌پزشکی در پگیمر (PGIMER) زیر نظر روان‌پزشک مشهور، ان.ان. ویگ، به پایان رساند. در این مدت، او مقاله معروفی با عنوان «تحلیل پدیدارشناختی علائم در روان‌رنجوری وسواسی-اجباری» نوشت. او در سال ۱۹۷۳ به ایالات متحده نقل مکان کرد و آموزش روان‌پزشکی خود را در سال ۱۹۷۶ در مرکز پزشکی دانشگاه ویرجینیا تکرار کرد. او در سال ۱۹۸۶ در مؤسسه روانکاوی فیلادلفیا آموزش روانکاوی دید.
در حال حاضر، او استاد روان‌پزشکی و رفتار انسان در کالج پزشکی جفرسون و روان‌پزشک در بیمارستان دانشگاه جفرسون و همچنین تحلیلگر آموزشی و ناظر در مرکز روانکاوی فیلادلفیا است.  او در هیئت تحریریه مجله بین‌المللی روانکاوی و مجله انجمن روانکاوی آمریکا فعالیت کرده است. سلمان اختر بیش از ۳۰۰ اثر، از جمله ۱۰۰ کتاب دانشگاهی، را تألیف، ویرایش یا در ویرایش مشترک آنها مشارکت داشته است. او همچنین به عنوان سردبیر نقد فیلم برای مجله بین‌المللی روانکاوی فعالیت داشته است و در حال حاضر به عنوان سردبیر نقد کتاب برای مجله بین‌المللی مطالعات روانکاوی کاربردی مشغول به کار است. او همچنین هفت مجموعه شعر منتشر کرده و به عنوان محقق مقیم در شرکت تئاتر Inter-Act در فیلادلفیا فعالیت می‌کند.

## آثار منتخب
- Akhtar, S. (1999). Immigration and Identity. Jason Aronson.[۶]
- Akhtar, S. (2007). Listening to Others. Jason Aronson.
- Akhtar, S. (2009). Comprehensive Dictionary of Psychoanalysis. Routledge.[۷][۸]
- Akhtar, S. (2012). Psychoanalytic Listening. Routledge.
- Akhtar, S. (2014). Source of Suffering. Routledge.
- Akhtar, S. (2021). Tales of Transformation: A Life in Psychotherapy and Psychoanalysis. Phoenix Publishing House.
- Akhtar, S. (2022). In Leaps and Bounds: Psychic Development and its Facilitation in Treatment. Phoenix Publishing House.